# Keiji Yamada

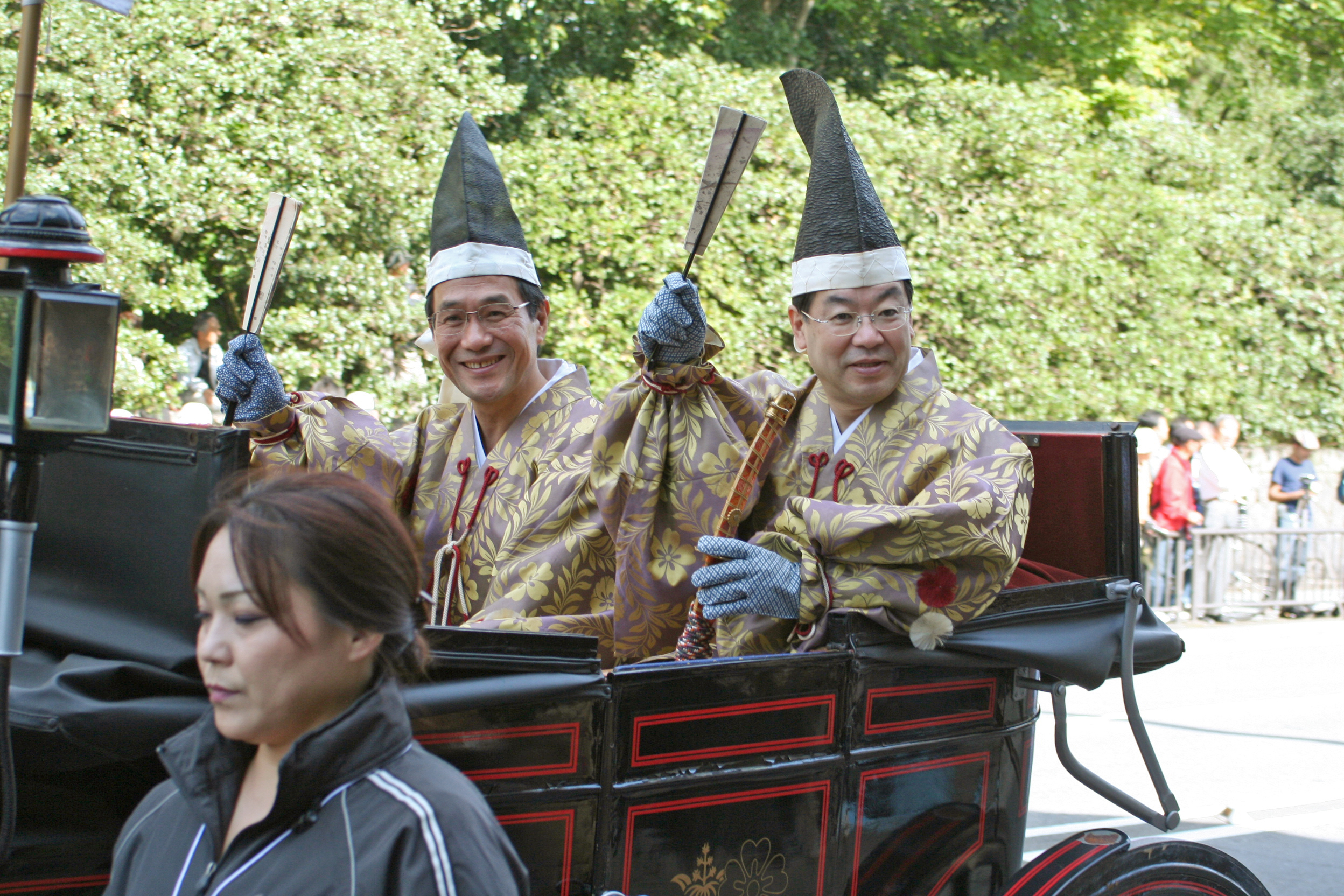
Keiji Yamada (rechts) im historischen Kostüm anlässlich des Jidai-Matsuri 2009, links daneben der Bürgermeister der Stadt Kyōto, Daisaku Kadokawa.

Keiji Yamada (japanisch 山田 啓二, Yamada Keiji; * 5. April 1954 in Sumoto, Präfektur Hyōgo) ist ein japanischer Politiker und seit 2002 Gouverneur von Kyōto.

## Leben und Wirken
Keiji Yamada, Absolvent der Universität Tokio, wurde nach seinem Abschluss Beamter im Innenministerium, für das er unter anderem in den Präfekturverwaltungen von Wakayama und Kōchi tätig war. 1992 wurde er Berater (Sanjikan) im Legislativbüro des Kabinetts. Nach kurzer Tätigkeit bei der Behörde für Staatsland arbeitete er ab 1999 in der Präfektur Kyōto, zunächst als Leiter der Abteilung für allgemeine Angelegenheiten, ab 2001 als Vizegouverneur unter Teiichi Aramaki. Als dieser 2002 nicht für eine fünfte Amtszeit kandidierte, bewarb sich Yamada um seine Nachfolge.
Die Gouverneurswahl in der Präfektur Kyōto am 7. April 2002 konnte Keiji Yamada mit Unterstützung der LDP sowie aus den meisten anderen nationalen Parteien (DPJ, Kōmeitō, LP, SDP und Konservative Partei) gegen Akira Morikawa (KPJ, Neue Sozialistische Partei) und zwei abgeschlagene Kandidaten gewinnen: Bei einer Wahlbeteiligung von rund 49 % erhielt Yamada gut 482 Tausend Stimmen, Morikawa nur knapp 392 Tausend. Yamada vermied damit ein Wahlniederlage für das bürgerliche Lager in Kyōto, das seit dem Rückzug von Ninagawa Torazō (1950–1978) keinen Gouverneur gegen einen LDP-gestützten Kandidaten gewählt hatte.
Bei den Gouverneurswahlen 2006, 2010 und 2014 wurde er jeweils mit nicht kommunistischer Allparteienunterstützung und über 60 % der Stimmen gegen einen KPJ-gestützten Kandidaten für drei weitere Amtszeiten wiedergewählt.